# Prva crnogorska liga (2015/2016)
Sezon 2015/16 Prva crnogorska liga – 10. edycja rozgrywek czarnogórskiej Prva ligi w piłce nożnej, najwyższej piłkarskiej klasy rozgrywkowej w Czarnogórze.
Rozgrywki toczyły się w jednej grupie i występowało w nich 12 drużyn. Po zakończeniu sezonu mistrz zapewnił sobie start w eliminacjach do Ligi Mistrzów, a wicemistrz i 3. drużyna oraz zwycięzca Pucharu Czarnogóry zagrają w eliminacjach do Ligi Europy UEFA. Ostatnia drużyna spadła do Drugiej crnogorskiej ligi, a drużyny z 10. i 11. miejsca w tabeli zagrają w barażu o pozostanie w Prva lidze z 2. i 3. drużyną Drugiej ligi.
Sezon rozpoczął się 8 sierpnia 2015, a zakończył 29 maja 2016. Tytuł zdobyła drużyna FK Mladost Podgorica. Tytuł króla strzelców zdobył Marko Šćepanović (FK Mladost Podgorica), który strzelił 19 goli.

## Prva crnogorska liga

### Drużyny
W Prva crnogorskiej lidze w sezonie 2015/16 występowało 12 drużyn.
| Drużyna                                                        | Miasto           | Sezon 2014/15 | Uwagi                     |
| Drużyny, które występowały w Prva crnogorskiej lidze 2014/15:  |                  |               |                           |
| Rudar Pljevlja                                                 | Pljevlja         | 1. miejsce    |                           |
| FK Sutjeska Nikšić                                             | Nikšić           | 2. miejsce    |                           |
| Budućnost Podgorica                                            | Podgorica        | 3. miejsce    |                           |
| Mladost Podgorica                                              | Podgorica        | 4. miejsce    |                           |
| FK Grbalj Radanovići                                           | Radanovići       | 5. miejsce    |                           |
| FK Lovćen                                                      | Cetinje          | 6. miejsce    |                           |
| OFK Petrovac                                                   | Petrovac na Moru | 7. miejsce    |                           |
| FK Bokelj                                                      | Kotor            | 8. miejsce    |                           |
| FK Zeta                                                        | Golubovci        | 9. miejsce    |                           |
| FK Mornar Bar                                                  | Bar              | 10. miejsce   | wygrał baraże z OFK Igalo |
| Drużyny, które awansowały z Drugiej crnogorskiej ligi 2014/15: |                  |               |                           |
| FK Iskra Danilovgrad                                           | Danilovgrad      | 1. miejsce    |                           |
| FK Dečić Tuzi                                                  | Tuzi             | 2. miejsce    | wygrał baraże z FK Mogren |

### Tabela
| Poz. | Klub                 | M  | Pkt. | Mecze | Mecze | Mecze | Bramki | Bramki |
| Poz. | Klub                 | M  | Pkt. | zwy.  | rem.  | por.  | zdob.  | stra.  |
| ---- | -------------------- | -- | ---- | ----- | ----- | ----- | ------ | ------ |
| 1    | Mladost Podgorica    | 33 | 67   | 21    | 4     | 8     | 53     | 28     |
| 2    | Budućnost Podgorica  | 33 | 63   | 19    | 6     | 8     | 48     | 21     |
| 3    | Rudar Pljevlja       | 33 | 58   | 16    | 10    | 7     | 39     | 26     |
| 4    | FK Bokelj            | 33 | 56   | 17    | 5     | 11    | 43     | 28     |
| 5    | FK Sutjeska Nikšić   | 33 | 54   | 15    | 9     | 9     | 46     | 31     |
| 6    | FK Dečić Tuzi        | 33 | 39   | 11    | 6     | 16    | 38     | 49     |
| 7    | FK Grbalj Radanovići | 33 | 38   | 11    | 5     | 17    | 38     | 49     |
| 8    | FK Zeta              | 33 | 38   | 10    | 8     | 15    | 37     | 42     |
| 9    | FK Lovćen            | 33 | 36   | 9     | 9     | 15    | 32     | 42     |
| 10   | FK Iskra Danilovgrad | 33 | 34   | 7     | 13    | 13    | 29     | 51     |
| 11   | OFK Petrovac         | 33 | 33   | 8     | 9     | 16    | 33     | 51     |
| 12   | FK Mornar Bar        | 33 | 33   | 9     | 6     | 18    | 30     | 48     |

| Legenda:                                      |
| eliminacje do Ligi Mistrzów                   |
| eliminacje do Ligi Europy UEFA                |
| baraże o pozostanie w Prva crnogorskiej lidze |
| spadek do Drugiej crnogorskiej ligi           |

- FK Mladost Podgorica start w eliminacjach do Ligi Mistrzów 2016/17.
- FK Budućnost Podgorica|Budućnost Podgorica, FK Rudar Pljevlja (zwycięzca Pucharu Czarnogóry) i FK Bokelj Kotor start w eliminacjach do Ligi Europy UEFA 2016/17.
- FK Iskra Danilovgrad i OFK Petrovac wygrały swoje mecze barażowe i pozostały w Prva lidze 2016/17.
- FK Mornar Bar spadek do Drugiej crnogorskiej ligi 2016/17.

## Baraż o pozostanie w Prva lidze

### FK Iskra Danilovgrad-FK Bratstvo Cijevna
|         | Data           | Drużyna 1.           | Drużyna 2.           | Wynik |
| 1. mecz | 2 czerwca 2016 | FK Bratstvo Cijevna  | FK Iskra Danilovgrad | 2:2   |
| Rewanż  | 6 czerwca 2016 | FK Iskra Danilovgrad | FK Bratstvo Cijevna  | 6:0   |

- FK Iskra Danilovgrad wygrał mecze barażowe i pozostał w Prva lidze.
- FK Bratstvo Cijevna przegrał mecze barażowe i pozostał w Drugiej crnogorskiej lidze.

### OFK Petrovac-FK Cetinje
|         | Data           | Drużyna 1.   | Drużyna 2.   | Wynik |
| 1. mecz | 2 czerwca 2016 | FK Cetinje   | OFK Petrovac | 0:0   |
| Rewanż  | 6 czerwca 2016 | OFK Petrovac | FK Cetinje   | 1:0   |

- OFK Petrovac wygrał mecze barażowe i pozostał w Prva lidze.
- FK Cetinje przegrał mecze barażowe i pozostał w Drugiej crnogorskiej lidze.